# Suchowizna
Suchowizna – wieś sołecka w Polsce położona w województwie mazowieckim, w powiecie mińskim, w gminie Stanisławów.
W latach 1975–1998 miejscowość administracyjnie należała do województwa siedleckiego.
W miejscowości znajduje się XIX wieczny dworek rodziny Żelazowskich, a także zabytkowa kapliczka z 1909 r.
Wierni Kościoła rzymskokatolickiego należą do parafii św. Jana Chrzciciela i św. Stanisława BM w Stanisławowie.